# MGA Entertainment
MGA Entertainment Inc. (Micro-Games America Entertainment) es una empresa fabricante de juguetes y productos de entretenimiento para niños fundado en 1979. Tiene productos mundialmente conocidos como Bratz, LOL Surprise, Num Noms, Rainbow High y Lalaloopsy. La empresa también es propietaria de Little Tikes y del estudio de animación MGA Studios.
MGA tiene su sede en Chatsworth, Los Ángeles. En 2018, el presidente y director ejecutivo de MGA Entertainment, Isaac Larian, anunció que se abriría una oficina australiana de la empresa a principios de 2019.

## Algunos de sus productos
Bratz
Introducida en 2001, Bratz es la línea de productos de mayor éxito de MGA, con varios productos derivados de las muñecas adolescentes originales, incluidas versiones en miniatura (Lil' Bratz), versiones para niños (Bratz Kidz), muñecas bebé (Bratz Babyz), mascotas (Bratz Petz), muñecas bebé diminutas con mascotas (Lil' Angelz), serie de televisión (del mismo nombre), película de acción real (Bratz: La película) y película directa a vídeo (Bratz Girlz Really Rock) y numerosos DVD y bandas sonoras. Debido a la demanda interpuesta por Mattel contra MGA en 2008, las Bratz Kidz y las Bratz Lil' Angelz pasaron a llamarse "4*Ever Kidz" y "4*Ever Lil' Angelz", respectivamente, antes de dejar de fabricarse en 2009. Regresaron en 2010 con motivo de su 10º aniversario con nuevos cuerpos y maquillaje, que se asemejaban al maquillaje de los prototipos de las muñecas originales.
Moxie Girlz y Moxie Teenz
En 2009, se presentó una nueva línea de muñecas llamada Moxie Girlz. Estas Moxie Girlz son similares, pero legalmente distintas, de la línea de muñecas Bratz. Con ello se pretende eludir la sentencia del juicio que se describe a continuación.
La intención era que las Moxie Girlz sustituyeran a las Bratz, pero cuando volvieron, las Moxie Girlz se convirtieron en una línea independiente por sí mismas. La línea incluye a Avery, Lexa, Sophina, Bria y más personajes, y existe desde 2009. Son parecidas a la línea Bratz, solo que esta línea muestra una moda más modesta que la que llevarían las típicas preadolescentes.
A partir de 2021, no se fabricaron Moxie Teenz después de 2011, y las Moxie Girlz se dejaron de fabricar en 2014. Las muñecas sobrantes se convirtieron en Moxie Girlz Friends (exclusiva de Target) y la Storytime Princess Collection (exclusiva de Toys "R" Us).
Lalaloopsy
MGA presentó su marca Lalaloopsy en 2010 acompañada del eslogan "Sew Magical, Sew Cute" (Cose mágico, cose bonito). Las muñecas Lalaloopsy eran muñecas de trapo que cobraban vida mágicamente cuando se daba la última puntada. Cada muñeca Lalaloopsy tiene una personalidad que se refleja en las telas utilizadas para fabricarlas. Viven felices juntas en Lalaloopsy Land, un mundo caprichoso lleno de diversión y sorpresas en cada esquina. Cada muñeca Lalaloopsy viene con su propia mascota.
L.O.L Surprise!
La juguetera lanzó la línea de juguetes para abrir cajas L.O.L. Surprise! ("Lil Outrageous Littles") el 7 de diciembre de 2016. La marca se convirtió en un gran éxito para MGA y el surtido de muñecas L.O.L. Surprise fue el juguete número 1 de 2017 hasta noviembre en Estados Unidos, según The NPD Group. MGA Entertainment tenía previsto duplicar las ventas de juguetes L.O.L. Surprise en 2018. ¡Durante el verano se lanzaron varios juguetes nuevos de L.O.L. Surprise de mayor precio, como la L.O.L. Surprise House, la L.O.L. Amazing Surprise y la L.O.L. Bigger Surprise! El L.O.L. Amazing Surprise Playset fue un juguete Top 100 en Amazon en noviembre de 2019, según Shareably.
La marca L.O.L. Surprise se amplió en 2019 con la incorporación de las muñecas de moda L.O.L. O.M.G. ("Outrageous Millennial Girls"). La nueva línea recibió el premio a la Muñeca del Año en los Premios Anuales de la Industria del Juguete de 2020, además de que la marca principal L.O.L. Surprise ganara el premio al Juguete del Año por tercer año consecutivo. En 2020 se introdujo otra línea derivada: las mini muñecas de moda L.O.L. J.K., que salieron a la venta durante ese verano.
Project Mc²
Project Mc² fue una línea de productos introducida en 2015. La línea incluía sets de ciencia y una línea de muñecos que funcionó de 2015 a 2018. MGA también produjo una serie de acción real con AwesomenessTV, una división de Viacom, que se emitió en Netflix de 2015 a 2017, con seis series. El eslogan de la línea es Smart is the New Cool.

## Relevancia
La empresa MGA Entertainment es de relevancia por su carácter internacional. Muchas de sus líneas de juguetes como las mencionadas en los anteriores apartados hicieron competencia a la tradicional muñeca Barbie de Mattel. Han sido y son vendidas en muchos países a lo largo del mundo. Además, se pueden conseguir productos de la empresa en miles de comercios dedicados a la juguetería.

## Controversias y juicios con Mattel
El 17 de julio de 2008, el Tribunal de Distrito de EE. UU. en Riverside consideró resolver un juicio entre MGA y Mattel para luchar por los derechos de creación de la línea de muñecas Bratz. El jurado del caso determinó que Carter Bryant, creador de la línea de muñecas Bratz, había violado su contrato de exclusividad y había diseñado las muñecas mientras aún trabajaba en Mattel. Mattel recibió 100 millones de dólares por daños y perjuicios, mucho menos de los 1.000 millones que pedía.
El 3 de diciembre de 2008, el juez de distrito Stephen Larson concedió una orden judicial solicitada por Mattel, que prohibía a MGA fabricar y vender muñecas Bratz, aunque le permitió seguir vendiendo Bratz hasta el final de la temporada navideña de 2008. Larson determinó que todas las Bratz fabricadas por MGA entre 2001 y 2008, excepto las líneas Kidz y Lil Angelz, infringían la propiedad intelectual de Mattel. Larson permitió a MGA seguir fabricando las líneas Kidz y Lil Angelz, siempre que no se promocionaran bajo la marca Bratz. También estipuló que MGA debía, a su costa, retirar toda la mercancía de Bratz de las estanterías de los minoristas, reembolsar a los minoristas por dicha mercancía y entregar todos los productos retirados a Mattel para su eliminación. Además, MGA debía destruir todos los materiales de marketing, moldes y otros materiales que se hubieran utilizado en la fabricación y venta de Bratz MGA solicitó inmediatamente una suspensión permanente de la orden judicial y, el 11 de febrero de 2009, se le concedió una suspensión hasta al menos finales de 2009.
El 10 de diciembre de 2009, el Tribunal de Apelación del Noveno Circuito de EE. UU. concedió a MGA la suspensión inmediata de la orden judicial, lo que detuvo la retirada de los productos Bratz, que debía haber comenzado el 21 de enero de 2010. En su sentencia inicial, el Tribunal consideró que la sentencia anterior de Larson era inusualmente "draconiana", cuestionó por qué se había entregado simplemente a Mattel la propiedad de toda la franquicia en lugar de concederle una participación en la propiedad de la franquicia o una parte de los royalties de las futuras ventas de Bratz, y ordenó a MGA y Mattel que iniciaran una mediación.
En abril de 2011, un jurado de un tribunal federal de Santa Ana, California, concedió a MGA 88,4 millones de dólares y dictaminó que MGA no había robado a Mattel la idea de las muñecas Bratz ni había infringido sus derechos de autor. Además, el jurado declaró a Mattel responsable del robo de secretos comerciales de MGA y otros fabricantes de juguetes.
Debido a una cuestión técnica de procedimiento que no tenía nada que ver con el fondo de las reclamaciones, el Noveno Circuito anuló sin perjuicio la sentencia de 170 millones de dólares contra Mattel por esta mala conducta. El 13 de enero de 2014, MGA presentó una demanda por estas reclamaciones ante un tribunal estatal de California, solicitando más de 1.000 millones de dólares.